# Delitto in manicomio
Delitto in manicomio (titolo originale Murder in the Madhouse) è un romanzo poliziesco scritto nel 1935 da Jonathan Latimer. Il romanzo è il primo della serie di cinque gialli in cui indaga l'investigatore privato Bill Crane.

## Trama
Inizio dell'autunno del 1934, un'autoambulanza percorre una strada di campagna guidata dall'autista della clinica del dottor Livermore; a bordo del veicolo c'è anche Joe Kassuccio, un gangster appena assunto da Livermore come guardia del corpo.
I due uomini stanno accompagnando alla clinica William Crane, un investigatore privato di New York, che si sta fingendo pazzo in modo da poter indagare meglio su un caso che riguarda uno degli ospiti della struttura psichiatrica.
L'ospedale ha l'aspetto di un lussuoso albergo e gli ospiti in cura appartengono all'alta società di New York; la struttura prevede anche un padiglione separato dove vengono confinati i pazienti nei momenti di crisi.
Giunti alla clinica, Kassuccio e l'autista accompagnano Crane nell'ufficio del direttore per un colloquio con Livermore ed Eastman, i due medici che dirigono la struttura. Il colloquio viene interrotto improvvisamente da qualcosa che accade fuori: uno degli ospiti, il signor L'Adam, sta vagando nel giardino in preda ad un attacco violento di licantropia.
Quando i due dottori rientrano in ufficio, dopo che L'Adam è stato rinchiuso, Crane attacca con violenza Eastman e viene pertanto portato con la forza in una stanzetta del padiglione per trascorrervi la notte.
Il giorno dopo Crane incontra in giardino la signora Van Kamp, un'anziana paziente che ha richiesto l'aiuto del detective perché le è stata rubata una cassetta contenente titoli per un valore di 400.000$ ed una delle due chiavi che permettono di aprire un'altra cassetta di sicurezza che contiene denaro per 800.000$. La signora confida al detective di sospettare del dottor Livermore.
In serata, mentre tutti i pazienti assistono ad una proiezione cinematografica, viene trovato ucciso nella camera della signora Van Kamp uno degli ospiti. Questo delitto non rimane isolato: nei giorni seguenti muore pugnalata un'amica della signora Van Kamp ed anche una delle infermiere viene uccisa con un pugnale. Nonostante questi fatti di sangue i dottori decidono di non comunicare alle autorità di polizia ciò che sta avvenendo nella clinica.
Nel frattempo Crane prova a condurre avanti le sue indagini sul furto e sui delitti, servendosi anche del supporto dei colleghi Williams a Burns, sempre molto abili nel camuffarsi in modo imprevedivile, e chiamando in azione anche lo sceriffo della contea.

## Edizioni
- Jonathan Latimer, Delitto in manicomio, traduzione di Francesco Franconeri, collana I Classici del Giallo Mondadori, n. 674, Mondadori, 1992,  p. 207.